# Margarida Gironella
Margarita Gironella (Darnius, 1886-Ciudad de México, 1964) fue una anarquista española.

## Biografía
Nació en 1886. Catalana de nacimiento, Margarita recibió una educación en castellano y francés hasta que, el 1910, se casó con Eusebi Carbó i Carbó. Trabajó en estrecha colaboración con la CNT y participó en las actividades de solidaridad y apoyo a los anarquistas en la clandestinidad, siendo un elemento muy importante para el apoyo de los anarquistas de la vieja guardia como Salvador Seguí, Ángel Samblancat, Simó Piera y Pagès, Mauro Bajatierra Morán y otros.
Con el estallido de la Revolución social española de 1936, apoyo a la facción anarquista del frente republicano y viajó con su marido defendiendo la causa anarcosindicalista. Después de la victoria del bando sublevado en la guerra civil española se refugió en Montpellier, donde acogieron a Carme Darnaculleta, esposa del hijo de su compañero, Proudhon Carbó. De Francia marcharon a Santo Domingo en 1940, y después a México, donde Eusebi Carbó será el secretario de la CNT en 1943. A la muerte de su marido en 1958 continuó la difusión de su obra.